# Michal Benedikovič
Michal Benedikovič est un footballeur tchécoslovaque né le 31 mai 1923 et mort le 18 avril 2007. Il évoluait au poste de milieu de terrain.

## Biographie
International, il reçoit 7 sélections en équipe de Tchécoslovaquie de 1949 à 1952. Il fait partie du groupe tchécoslovaque lors de la coupe du monde 1954.

## Carrière
- OAP Bratislava
- ŠK Slovan Bratislava